# Ypsilon1 Centauri
Ypsilon1  Centauri ( υ1 Centauri, förkortat Ypsilon1 Cen, υ1 Cen) som är stjärnans Bayerbeteckning, är en ensam stjärna belägen i den östra delen av stjärnbilden Kentauren. Den har en skenbar magnitud på 3,87 och är synlig för blotta ögat där ljusföroreningar ej förekommer. Baserat på parallaxmätning inom Hipparcosuppdraget på ca 7,6 mas, beräknas den befinna sig på ett avstånd på ca 427 ljusår (ca 131 parsek) från solen.

## Egenskaper
Ypsilon1  Centauri är en blå till vit stjärna i huvudserien av spektralklass B2 IV/V. Den har en radie som är ca 3,7 gånger större än solens och utsänder från dess fotosfär ca 1 880 gånger mera energi än solen vid en effektiv temperatur på ca 21 400 K.